# Acetylcholinesteráza

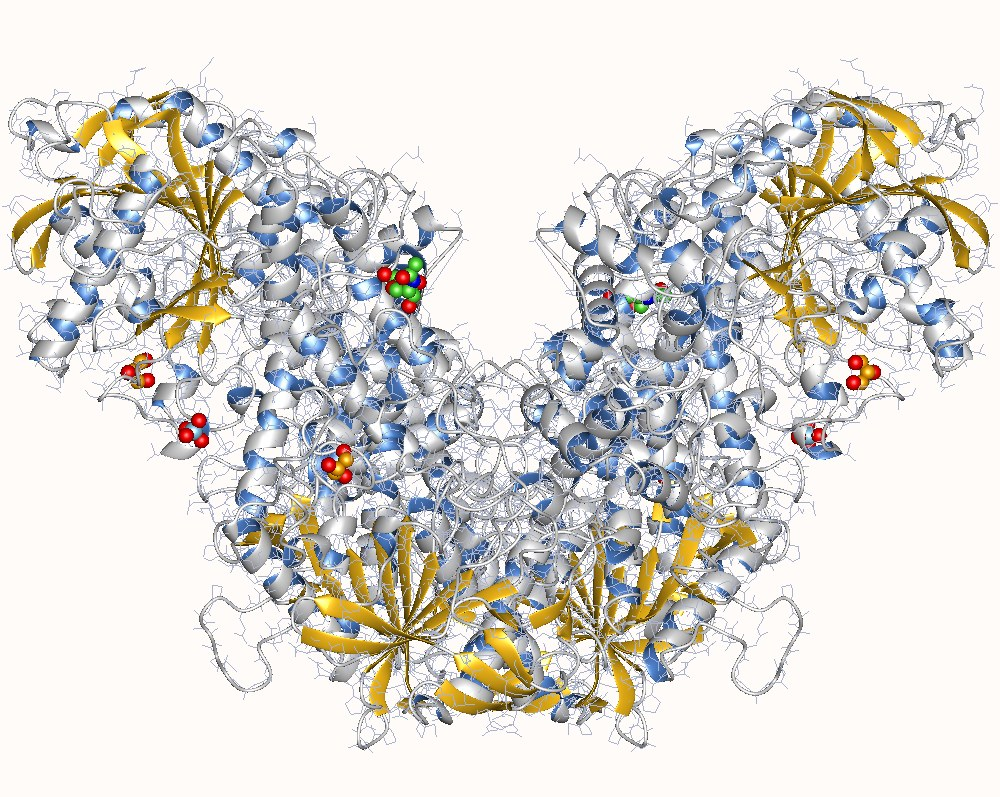
Myší acetylcholinesteráza, tetramer

Acetylcholinesteráza, též známá pod zkratkou AChE, je enzym působící (hydrolytickou aktivitou) degradaci neurotransmiteru acetylcholinu za vzniku cholinu a acetátu. Nachází se hlavně v nervosvalových spojeních a cholinergních synapsích v CNS, kde její účinek ukončuje synaptický přenos. AChE má velmi vysokou katalytickou aktivitu – každá molekula AChE degraduje 25 000 molekul acetylcholinu za sekundu. Cholin produkovaný při této degradaci se recykluje – přenáší se zpět do nervových zakončení, kde se z něj syntetizují nové molekuly acetylcholinu.
Acetylcholinesteráza se nachází také na membránách červených krvinek, kde tvoří antigen skupiny Yt. Acetylcholinesteráza existuje ve více molekulárních formách majících podobné katalytické vlastnosti, ale lišících se oligomerní strukturou a způsobem vazby na povrch buňky.
U člověka je acetylcholinesteráza zakódována genem ACHE.

## Inhibitory
Na acetylcholinesterázu působí mnoho léčiv proti Alzheimerově nemoci, šalvějový olej, nervově paralytické bojové látky (zvláště organofosfáty, např. sarin) a insekticidy (organofosfáty a karbamáty). Tyto látky se označují jako inhibitory acetylcholinesterázy – blokují její funkci a způsobují akumulaci acetylcholinu v synaptických štěrbinách. To způsobuje nervosvalovou paralýzu (trvalý stah svalů) v celém těle, což vede k smrti udušením (staženo je i dýchací svalstvo). Inhibitory AChE se mohou využívat při léčbě demence s Lewyho tělísky.
Endogenním inhibitorem AChE v neuronech je mikroRNA miR-132, který může umožňovat působení acetylcholinu jako protizánětlivého činidla.